# Україна (залізнична станція)
«Украї́на» — залізнична станція Забайкальської залізниці на лінії Бамівська — Бєлогорськ. Розташована у однойменному селищі Серишівського району Амурської області за 8 км від міста Бєлогорськ на території Зеленого Клину в Росії.